# 머더봇 다이어리
《머더봇 다이어리》(영어: Murderbot)는 애플 TV+에서 2025년 5월부터 방영된 미국의 공상 과학 액션 코미디 드라마이다.